# Chelidonium provostii
Chelidonium provostii là một loài bọ cánh cứng trong họ Cerambycidae.